# Aéroport M. R. Štefánik
Pour les articles homonymes, voir BTS et Stefanik.
L'aéroport M. R. Štefánik (en slovaque Letisko M. R. Štefánika Bratislava, (code IATA : BTS • code OACI : LZIB) est le plus important aéroport international de Slovaquie, situé à 9 km au nord-est du centre-ville de Bratislava.
Il sert de base à des dessertes domestiques et internationales, régulières ou charters.
Il tire son nom du général franco-slovaque Milan Rastislav Štefánik dont l'avion s'est écrasé sur Bratislava en 1919.
La connexion avec le centre-ville peut se faire en trolleybus (ligne 61) en direction de la gare. Sociétés de location de voitures et taxis disponibles.

## Situation
| Bratislava Košice · Cassovie Poprad · Tatras Sliač Žilina |

## Compagnies aériennes et destinations
| Compagnies          | Destinations |
| ------------------- | --- |
| Aegean Airlines     | En saison : Athènes E.-Venizélos |
| Air Cairo           | Charm el-Cheikh, Hurghada |
| AirExplore          | En saison charter : - Antalya, - Corfou-I. Kapodístrias, - Héraklion-N. Kazantzákis, - Larnaca, - Palma de Majorque, - Rhodes-Diagoras |
| Air Montenegro      | En saison : Podgorica |
| Croatia Airlines    | En saison charter : Brač |
| Corendon Airlines   | En saison charter : Antalya |
| Freebird Airlines   | En saison charter : Antalya |
| Ryanair             | - Bergame-Orio al Serio, - Charleroi Bruxelles-Sud, - Copenhague-Kastrup, - Dalaman, - Dublin, - Édimbourg, - Eindhoven, - Lanzarote-Arrecife, - Leeds-Bradford, - Londres-Stansted, - Malte, - Manchester, - Rome - G. B. Pastine (Ciampino), - Sofia-Vrajdebna, - Thessalonique-Makedonía En saison : - Alghero-Fertilia, - Bourgas, - Corfou-I. Kapodístrias, - Kaunas, - Palma de Majorque, - Paphos, - Trapani-V. Florio (Birgi), - Zagreb-Pleso |
| SkyAlps             | En saison charter : Brač |
| Sky Express         | En saison charter : Rhodes-Diagoras |
| Smartwings Slovakia | En saison : - Antalya, - Bourgas, - Catane-Fontanarossa, - Corfou-I. Kapodístrias, - Dubaï, - Héraklion-N. Kazantzákis, - Larnaca, - Palma de Majorque, - Rhodes-Diagoras, - Zante D.-Solomós En saison charter : - Almeria, - Aqaba, - Áraxos, - Dakar-B. Diagne, - Dalaman, - Djerba-Zarzis, - Hurghada, - Izmir-A. Menderes, - Kos, - Marsa Alam, - Minorque-Mahón, - Monastir, - Rabil, - Salalah, - Thessalonique-Makedonía                      |
| Wizz Air            | Londres-Luton, Skopje |

Édité le 10/05/2019  Actualisé le 27/12/2022

## Chiffres et statistiques
Le graphique qui aurait dû être présenté ici ne peut pas être affiché car il utilise l'ancienne extension Graph, désactivée pour des questions de sécurité. Des indications pour créer un nouveau graphique avec la nouvelle extension Chart sont disponibles ici.

Voir la requête brute et les sources sur Wikidata.